# Tarczka (anatomia owadów)
Tarczka (łac. scutellum, wł. mesoscutellum) – element szkieletu owadów, wchodzący w skład grzbietowej części tułowia.
Nazwą tarczki (scutellum) określa się zwykle scutellum śródtułowia, a więc mesoscutellum u takich rzędów jak pluskwiaki, chrząszcze, muchówki czy błonkoskrzydłe.
U chrząszczy nazwa tarczki (scutellum) najczęściej odnosi się do mesoscutellum śródtułowia lub do samego tylko exoscutellum, czyli środkowej części mesoscutellum, która widoczna jest z zewnątrz między nasadami pokryw. Tak rozumiana tarczka położona jest tuż za przedtarczą. Chrząszcze posiadają jednak również scutellum zaplecza, czyli metascutellum, które również może być określane tarczką.